# Dryptodon molestus
Dryptodon molestus là một loài Rêu trong họ Grimmiaceae. Loài này được (J. Muñoz) Ochyra & Żarnowiec mô tả khoa học đầu tiên năm 2003.